# Clube do Guri
Clube do Guri foi um programa produzido e exibido pela extinta TV Tupi Rio de Janeiro, que ficou no ar de 1955 até 1976. Era um estrondoso sucesso no rádio que ganhou versão na TV. O programa chamou-se inicialmente "Gurilandia", mas trocou de nome em 1957 para Clube do Guri. O programa era apresentado por Collid Filho, locutor famoso da Rádio Tupi, e revelou vários artistas, ainda crianças, entre elas, as cantoras Sônia Delfino, Wanderléa, Rosemary e Leny Andrade. A abertura era um hino que todos sabiam de cor: "Unidos pelo mesmo ideal/ Daremos ao Brasil um canto triunfal/ De fé, amor e esperança/ Elevando a alma de criança." Várias cantoras compareciam ao programa para apadrinharem as cantoras revelações, entre elas Ângela Maria e Dalva de Oliveira. Além de cantores, havia crianças que declamavam versos de Castro Alves e tocavam instrumentos diversos como acordeon, piano e violão.